# Cyrus Griffin
Pour les articles homonymes, voir Griffin.
Cyrus Griffin, né le 16 juillet 1749, mort le 14 décembre 1810, fut le dixième et dernier Président du Congrès continental (Congrès de la Confédération), après les Articles de la Confédération, du 22 janvier 1788 au 2 novembre 1788. Il fut précédé par Arthur St. Clair, mais après l'approbation de la Constitution des États-Unis, sa fonction est supprimée.

## Biographie
Griffin est né à Farnham (Virginie) en 1749. Il est éduqué en Angleterre et se marie avec Christine Stewart, fille du sixième Comte de Traquair. Il est membre de la Législature Virginienne, puis du Congrès continental de 1778 à 1781 et de 1787 à 1788. Il est le Président de la Cour suprême de l'amirauté, de sa création à sa suppression, puis commissaire de la nation Creek en 1789. Il est nommé par George Washington juge fédéral du district de Virginie de décembre 1789 à sa mort à Yorktown (Virginie), le 14 décembre 1810.